# A Mancs őrjárat: A szuperfilm
A Mancs őrjárat: A szuperfilm (eredeti cím: PAW Patrol: The Mighty Movie) 2023-ban bemutatott kanadai 3D-s számítógépes animációs kalandfilm, amely A Mancs őrjárat című televíziós sorozat alapján Cal Brunker rendezett. A A Mancs őrjárat: A film (2021) folytatása.
Az Amerikai Egyesült Államokban és Kanadában 2023. szeptember 29-én mutatták be. Magyarországon október 12-én került mozikba a UIP-Dunafilm forgalmazásában.

## Cselekmény
Két évvel azután, hogy megmentették Kalandvárost Humdinger polgármestertől, a Mancs őrjárat kölykök Ryder vezetésével segítenek megvédeni a polgárokat, bár a csapat legkisebb tagja, Skye úgy érzi, hogy nem értékelik, és reméli, hogy bizonyíthat.
Egy nap Victoria Vance meteorszakértő ellop egy óriási elektromágnest a Hank és Janet tulajdonában lévő roncstelepről, és felgyújtja a roncstelepet. Janet a Mancs őrjáratot hívja segítségül, akik ezt követően eloltják a tüzet. Később aznap este Kalandváros lakói és Sam Stringer híradós riporter a Mancs őrjárat főhadiszállása előtt gyűlnek össze, miközben egy meteorzáporra várnak. Az elhagyott csillagvizsgálóban Vance az ellopott elektromágnes segítségével megalkotja legújabb találmányát: a Meteormágnest, amellyel elkap egy mágikus meteort. A kísérlet azonban visszafelé sül el, és a meteor egyenesen Kalandváros felé tart. Ryder és a Mancs őrjárat észreveszi ezt, és azonnal figyelmezteti a lakosokat, mielőtt a meteor lezuhan, és közben elpusztítja a főhadiszállásukat. A Mancs őrjárat elviszi a meteort a repülőgép-hordozó főhadiszállásra, hogy elemezzék. Aznap éjjel Skye-t a meteorból áradó furcsa ragyogás ébreszti fel. A meteor felreped, és hét kristályt fedez fel, amelyek közül az egyik Skye kölyökjelzőjéhez csatlakozik, és felruházza a repülés és a szupererő képességével. Hasonlóképpen a többi kölyök is megkapja a saját erejét, kivéve Liberty-t, akit Ryder azzal bíz meg, hogy képezze ki az ifjú járőröket, míg a Mancs őrjárat többi tagja Kalandváros megmentésével foglalkozik.
Miután Vance-t letartóztatják a meteor incidens során elkövetett tettei miatt, Humdinger polgármesterrel és a Cica katasztrófa csapattal együtt megszökik, hogy ellopják a kristályokat. Átosonnak egy repülőtérre, ahol megtalálják Humdinger magánrepülőgépét, és felszállnak rá. A repülés során csapdát állítanak, amikor tönkreteszik a gép egyik motorját, és utána hívják a Mancs őrjáratot. Skye harcba keveredik Vance-szel, Humdingerrel és a cicákkal, de végül elveszíti a kristályát a banda ellen. Gyorsan leugranak ejtőernyővel, Skye pedig a repülőgépben reked, mivel az elveszíti az irányítást. Mivel a repülőtér túl messze van, Ryder a kölykökkel megtisztíttatja a Fő utcát, hogy kifutópályát csináljon Skye-nak. Miután odaért, a kutya durva leszállást hajt végre a géppel. A kristálya elvesztése miatt feldúlt Skye elárulja Chase-nek, hogy az alom törpéjeként született, nem kaphatta meg az ételből a részét, soha nem választották ki a lehetséges családok, és egyedül maradt egy huzatos téli pajtában. Majdnem halálra fagyott a hóban, de Ryder megtalálta és gondozta. Egy éjszaka Skye elhatározza, hogy a kölykök kristályait magával viszi, hogy megpróbálja visszaszerezni a kristályát. Azonban csapdába esik egy erőtérben, ami lehetővé teszi Vance számára, hogy ellopja a többi kristályt. Miután felébrednek, és felfedezik, hogy a kristályok eltűntek, a Mancs őrjárat megküzd Humdingerrel, aki az egyik kristályt arra használta, hogy óriássá nőjön. Deloresre majdnem rálép Humdinger, de Liberty megmenti. Az Ifjú Őrszemek közbelépésének köszönhetően Marshall visszaszerzi az egyik kristályt Humdingertől.
A Mancs őrjárat megérkezik Vance csillagvizsgálójához. Az ifjú őrszemek azzal terelik el a figyelmét, hogy cserkésznek adják ki magukat, miközben Zuma kiszabadítja Skye-t a fogságból. A kölykök úgy harcolnak ellene, hogy egy kristályt adnak át kölyökről kölyökre. A csata közepette Chase lezuhan egy szikláról, de Liberty megmenti, aki rájön, hogy az ereje a rugalmasság. A kölyköknek sikerül legyőzniük Vance-t, elpusztítaniuk a meteormágnest, és visszaszerezniük az összes kristályt. Amikor újabb meteorok tartanak egyenesen Kalandváros felé, mivel Vance korábban ismét használta a Meteormágnest, a kölykök odaadják a kristályokat Skye-nak. Skye a levegőbe repül, és elpusztítja a meteorokat. Amikor egy hatalmas meteor egyenesen Kalandváros felé tart, Skye egy utolsó erejével elpusztítja a meteort, mielőtt az becsapódna Kalandvárosba. A becsapódástól azonban Skye eszméletét veszti, és az óceánba zuhan, de a kristályok ereje feléleszti. A Mancs őrjárat a Ifjú őrjárattal együtt gratulál Skye-nak hősiességéhez. Humdinger polgármestert és Vance-t ismét letartóztatják, míg Ryder és a Mancs őrjárat tovább éli életét Kalandvárosban.

## Szereplők
| Szerep                 | Eredeti hang      | Magyar hang         | Leírás                                                                                              |
| ---------------------- | ----------------- | ------------------- | --------------------------------------------------------------------------------------------------- |
| Skye                   | Mckenna Grace     | Pekár Adrienn       | 7 éves cockapoo, a Mancs őrjárat repülős tagja                                                      |
| Victoria "Vee" Vance   | Taraji P. Henson  | Peller Anna         | Meteorszakértő, együttműködik Humdinger polgármesterrel                                             |
| Liberty                | Marsai Martin     | Gáspár Kata         | Temperamentumos hosszúszőrű tacskó, Kalandvárosban nőtt fel és lakik, a Mancs őrjárat tagja         |
| Chase                  | Christian Convery | Czető Roland        | Ambiciózus 7 éves német juhászkutya, rendőrkölyökként szolgál                                       |
| Humdinger polgármester | Ron Pardo         | Bácskai János       | A Mancs őrjárat ősellensége Ködös völgyből, akit a közeli Kalandváros polgármesterévé választanak   |
| Turbot kapitány        | Ron Pardo         | Holl Nándor         | Állatszakértő, a Mancs őrjárat egyik legközelebbi barátja                                           |
| Sam Stringer           | Lil Rel Howery    | Törköly Levente     | Híradós riporter                                                                                    |
| Delores                | Kim Kardashian    | Erdős Borcsa        | Pimasz uszkár, egy állatmenhelyen dolgozik, miután börtönbe került, engedelmességi iskolába küldték |
| Nano                   | Alan Kim          | Rostás Ábel         | Törpespiccek, a Kölyökmancsok tagjai                                                                |
| Tot                    | Brice Gonzalez    | Kovács András Bátor | Törpespiccek, a Kölyökmancsok tagjai                                                                |
| Mini                   | North West        | Schmidt Karolina    | Törpespiccek, a Kölyökmancsok tagjai                                                                |
| Hank                   | James Marsden     | Zöld Csaba          | Egy roncstelep tulajdonosai                                                                         |
| Janet                  | Kristen Bell      | Kokas Piroska       | Egy roncstelep tulajdonosai                                                                         |
| Ryder                  | Finn Lee-Epp      | Straub Norbert      | 10 éves fiú, a Mancs őrjárat vezetője                                                               |
| Marshall               | Christian Corrao  | Szalay Csongor      | 6 éves dalmata, a Mancs őrjárat tűzoltója                                                           |
| Rubble                 | Luxton Handspiker | Baráth István       | 5 éves buldog, a Mancs őrjárat építésze                                                             |
| Zuma                   | Nylan Parthipan   | Czető Ádám          | 5 éves csokoládé labrador retriever, a Mancs őrjárat vízimentője                                    |
| Rocky                  | Callum Shoniker   | Moser Károly        | 6 éves keverék kutya, a Mancs őrjárat újrahasznosítója                                              |
| Goodway polgármester   | Kim Roberts       | Kocsis Mariann      | Kaland-öböl polgármestere                                                                           |
| Rádióbemondó           | Dan Duran         | Kautzky Armand      | Rádióbemondó                                                                                        |
| Tony                   | Neil Crone        | Pusztaszeri Kornél  | Élelmiszerboltja névadójának tulajdonosa                                                            |
| Carmen                 | Monique Alvarez   | Nádasi Veronika     | Liberty élelmiszerboltban dolgozó barátja                                                           |

### Magyar változat
- Bemondó: Kautzky Armand
- Magyar szöveg: Horváth Anikó
- Hangmérnök: Böhm Gergely
- Vágó: Bogdán Gergő
- Gyártásvezető: Bogdán Anikó és Újréti Zsuzsa
- Szinkronrendező: Csere Ágnes
- Produkciós vezető: Pogrányi-Németh Napsugár

A szinkront az Iyuno Hungary készítette.

## A film készítése
Egy 2021 augusztusában adott interjúban Cal Brunker rendező kijelentette, hogy A Mancs őrjárat: A film sikere után érdekli a folytatás elkészítése. Azt mondta: "Természetesen gondolkodtunk rajta. Vannak más történetek is, amelyeket szívesen elmesélnénk. De számunkra most arról van szó, hogy meglátjuk, tetszik-e az embereknek ez a film, és aztán onnan folytatjuk." 2021. november 3-án a Spin Master bejelentette, hogy a folytatás fejlesztése megkezdődött.